# 1958年のインディ500
1958年のインディ500は、1958年5月30日に開催された。1958年のF1世界選手権に組み込まれて開催された。このレースは第1ラップで大事故が発生したことでよく知られる。この事故で人気ドライバーのパット・オコナーが死亡した。
ディック・ラスマンとエド・エリシアン、ジミー・リースがフロントローからスタートした。エリシアンは第1ラップのターン3でスピンし、ラスマンに接触、この2台が壁となってそこに15台が突っ込むこととなった。 
A.J.フォイトによると、オコナーの車はリースの車に衝突し、50フィート空中を飛んで逆さになって落ち炎上したという。オコナーは焼死したが、メディカル・オフィシャルによればオコナーは頭蓋骨骨折で即死したであろうという 。
事故の原因となったエリシアンは非難を受け、USACによって資格停止（数日後に復帰）、レース団体の多くから避けられることとなった。
この事故の後、レースオフィシャルはレース開始の手順を変更すると発表し、1957年と1958年に使用されたピット・レーンの下側の一列の使用を停止した。また、翌年のインディ500からはドライバーの頭の後ろにフレームに溶接された金属ロールバーの装着が強制された。加えてヘルメットはスピードウェイのメディカル・オフィシャルによる安全認定を通過した物で無ければ使用できなくなった。
なお、この年のインディ500には前年のF1世界選手権チャンピオンで、この年はフル参戦を行っていなかった（結果的にこの年で引退した）ファン・マヌエル・ファンジオが最初で最後のエントリーを行っていたが、予選セッションで記録を残さず予選落ちとなっている。

## 決勝
| 順位 | グリッド | No | ドライバー               | コンストラクター                        | 予選速度 | 予選速度順位 | 周回 | ラップリード | タイム             | ポイント |
| ---- | -------- | -- | ------------------------ | --------------------------------------- | -------- | ------------ | ---- | ------------ | ------------------ | -------- |
| 1    | 7        | 1  | ジミー・ブライアン       | エパリー-オッフェンハウザー             | 144.18   | 1            | 200  | 139          | 3:44:13.80         | 8        |
| 2    | 25       | 99 | ジョージ・アミック       | エパリー-オッフェンハウザー             | 142.71   | 8            | 200  | 18           | + 27.63            | 6        |
| 3    | 8        | 9  | ジョニー・ボイド         | カーティス・クラフト-オッフェンハウザー | 144.02   | 24           | 200  | 18           | + 1:09.67          | 4        |
| 4    | 9        | 33 | トニー・ベッテンハウゼン | エパリー-オッフェンハウザー             | 143.91   | 9            | 200  | 24           | + 1:34.81          | 4        |
| 5    | 20       | 2  | ジム・ラスマン           | エパリー-オッフェンハウザー             | 143.14   | 10           | 200  | 0            | + 1:35.62          | 2        |
| 6    | 3        | 16 | ジミー・リース           | ワトソン-オッフェンハウザー             | 145.51   | 14           | 200  | 0            | + 2:16.95          |          |
| 7    | 13       | 26 | ドン・フリーランド       | フィリップス-オッフェンハウザー         | 143.03   | 3            | 200  | 0            | + 2:21.06          |          |
| 8    | 19       | 44 | ジャド・ラーソン         | ワトソン-オッフェンハウザー             | 143.51   | 16           | 200  | 0            | + 5:34.02          |          |
| 9    | 26       | 61 | エディ・ジョンソン       | カーティス・クラフト-オッフェンハウザー | 142.67   | 11           | 200  | 0            | + 6:15.76          |          |
| 10   | 33       | 54 | ビル・チーズバーグ       | カーティス・クラフト-ノヴィ             | 142.54   | 25           | 200  | 0            | + 8:03.59          |          |
| 11   | 21       | 52 | アル・ケラー             | カーティス・クラフト-オッフェンハウザー | 142.93   | 29           | 200  | 0            | + 9:14.20          |          |
| 12   | 6        | 45 | ジョニー・パーソンズ     | カーティス・クラフト-オッフェンハウザー | 144.68   | 18           | 200  | 0            | + 9:40.85          |          |
| 13   | 30       | 19 | ジョニー・トーラン       | クズマ-オッフェンハウザー               | 142.3    | 6            | 200  | 0            | + 9:52.24          |          |
| 14   | 17       | 65 | ボブ・クリスティー       | カーティス・クラフト-オッフェンハウザー | 142.25   | 30           | 189  | 0            | スピン             |          |
| 15   | 32       | 59 | デンプシー・ウィルソン   | クズマ-オッフェンハウザー               | 134.27   | 32           | 151  | 0            | 火災               |          |
| 16   | 12       | 29 | A.J.フォイト             | クズマ-オッフェンハウザー               | 143.13   | 33           | 148  | 0            | スピン             |          |
| 17   | 31       | 77 | マイク・マギル           | カーティス・クラフト-オッフェンハウザー | 142.27   | 15           | 136  | 0            | 失格               |          |
| 18   | 14       | 15 | ポール・ルッソ           | カーティス・クラフト-ノヴィ             | 142.95   | 31           | 122  | 0            | スロットル         |          |
| 19   | 23       | 83 | ショーティ・テンプルマン | カーティス・クラフト-オッフェンハウザー | 142.81   | 17           | 116  | 0            | ブレーキ           |          |
| 20   | 11       | 8  | ロジャー・ワード         | レソヴスキー-オッフェンハウザー         | 143.26   | 20           | 93   | 0            | マグネトー         |          |
| 21   | 15       | 43 | ビリー・ガーレット       | カーティス・クラフト-オッフェンハウザー | 142.77   | 13           | 80   | 0            | マグネトー         |          |
| 22   | 18       | 88 | エディ・ザックス         | クズマ-オッフェンハウザー               | 144.66   | 21           | 68   | 1            | トランスミッション |          |
| 23   | 22       | 7  | ジョニー・トムソン       | カーティス・クラフト-オッフェンハウザー | 142.9    | 7            | 52   | 0            | ステアリング       |          |
| 24   | 29       | 89 | チャック・ウェイアント   | ダン-オッフェンハウザー                 | 142.6    | 19           | 38   | 0            | アクシデント       |          |
| 25   | 10       | 25 | ジャック・ターナー       | レソヴスキー-オッフェンハウザー         | 143.43   | 28           | 21   | 0            | 燃料ポンプ         |          |
| 26   | 4        | 14 | ボブ・ヴェイス           | カーティス・クラフト-オッフェンハウザー | 144.88   | 12           | 1    | 0            | アクシデント       |          |
| 27   | 1        | 97 | ディック・ラスマン       | ワトソン-オッフェンハウザー             | 145.97   | 4            | 0    | 0            | アクシデント       |          |
| 28   | 2        | 5  | エド・エリシアン         | ワトソン-オッフェンハウザー             | 145.92   | 2            | 0    | 0            | アクシデント       |          |
| 29   | 5        | 4  | パット・オコナー         | カーティス・クラフト-オッフェンハウザー | 144.82   | 5            | 0    | 0            | 死亡事故           |          |
| 30   | 16       | 31 | ポール・ゴールドスミス   | カーティス・クラフト-オッフェンハウザー | 142.74   | 23           | 0    | 0            | アクシデント       |          |
| 31   | 24       | 92 | ジェリー・アンサー       | カーティス・クラフト-オッフェンハウザー | 142.75   | 22           | 0    | 0            | アクシデント       |          |
| 32   | 27       | 68 | レン・サットン           | カーティス・クラフト-オッフェンハウザー | 142.65   | 26           | 0    | 0            | アクシデント       |          |
| 33   | 28       | 57 | アート・ビッシュ         | クズマ-オッフェンハウザー               | 142.63   | 27           | 0    | 0            | アクシデント       |          |

## 注
- 最速リードラップ：トニー・ベッテンハウゼン 1:02.370
- 第1ラップで15台を巻き込む事故が発生し、パット・オコナーが死亡した。オコナーは前年のインディ500で8位に入賞し、その週のスポーツ・イラストレイテッドの表紙にレースをリードするであろうということで登場していた。
- 最後の出場：ジョージ・アミック（1959年のデイトナでのレースで事故死）

## 第4戦終了時点でのランキング
| 順位 | ドライバー                 | ポイント |
| ---- | -------------------------- | -------- |
| 1    | スターリング・モス         | 17       |
| 2    | ルイジ・ムッソ             | 12       |
| 3    | モーリス・トランティニアン | 8        |
| 4    | ジミー・ブライアン         | 8        |
| 5    | ハリー・シェル             | 8        |

| 順位 | コンストラクター        | ポイント |
| ---- | ----------------------- | -------- |
| 1    | クーパー-クライマックス | 19       |
| 2    | フェラーリ              | 14       |
| 3    | ヴァンウォール          | 8        |
| 4    | BRM                     | 8        |
| 5    | マセラティ              | 3        |

- 注：ドライバー、コンストラクター共にトップ5のみ表示。また、インディ500でのポイントはコンストラクターズ選手権にカウントされない。

## 参照
1. ↑  Indy 500 deadly accidents, 1958 Archived 2013年11月10日, at the Wayback Machine.
2. ↑  we feel the blues when we lose

| 前戦 1958年オランダグランプリ | FIA F1世界選手権 1958年シーズン | 次戦 1958年ベルギーグランプリ |
| 前回開催 1957年インディ500    | インディ500                     | 次回開催 1959年インディ500    |